# Guido Galletti
Pour les articles homonymes, voir Guido et Galletti.
Guido Galletti  est un sculpteur italien né à Londres en 1893 et mort à Gênes en 1977.

## Biographie
Guido Galletti a réalisé dans les années 1950, le Christ des Abysses.